# Krukas

In het rood een krukas die via de drijfstangen in verbinding staat met de zuigers van een verbrandingsmotor.

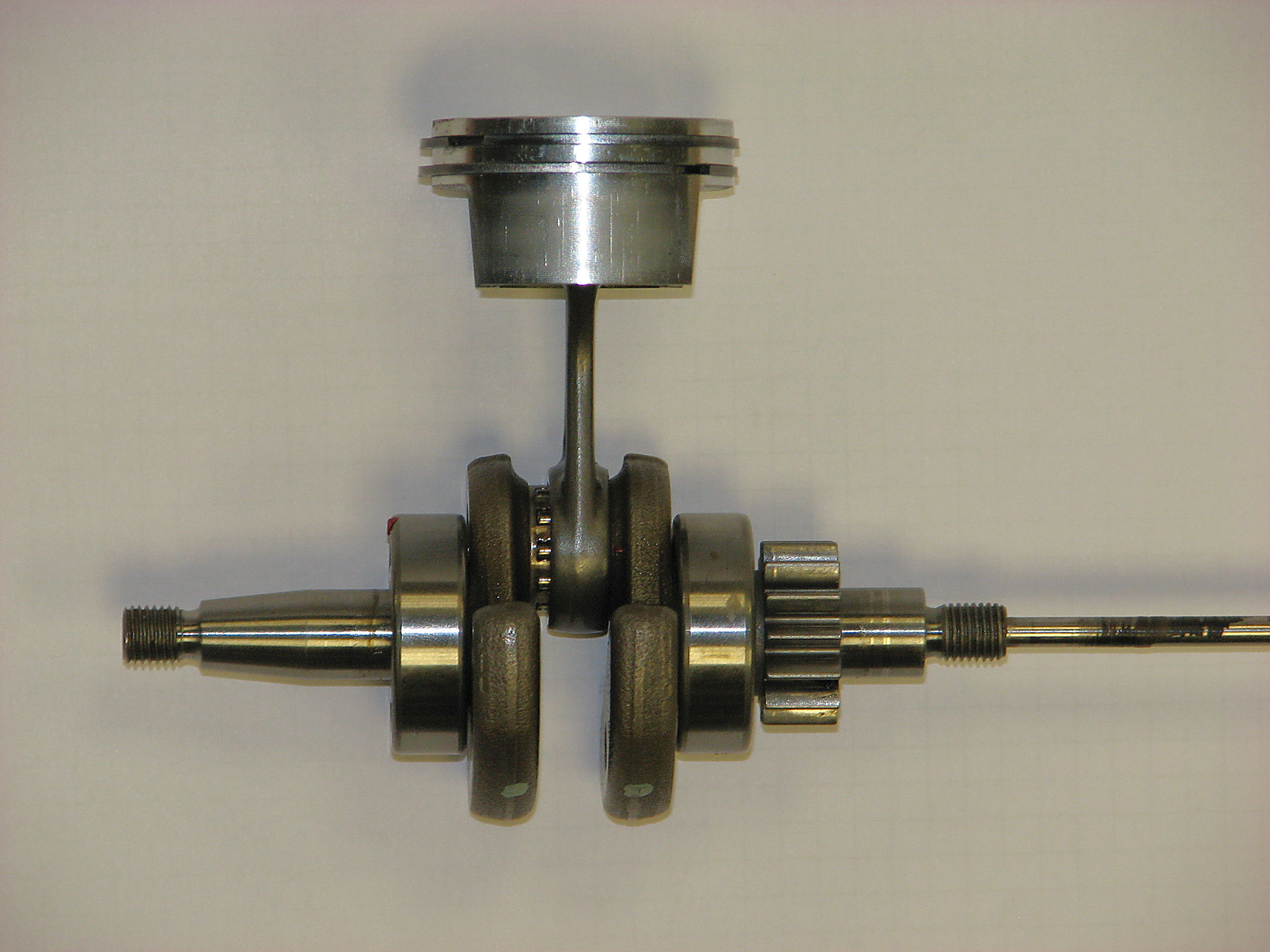
Krukas van een eencilindermotor

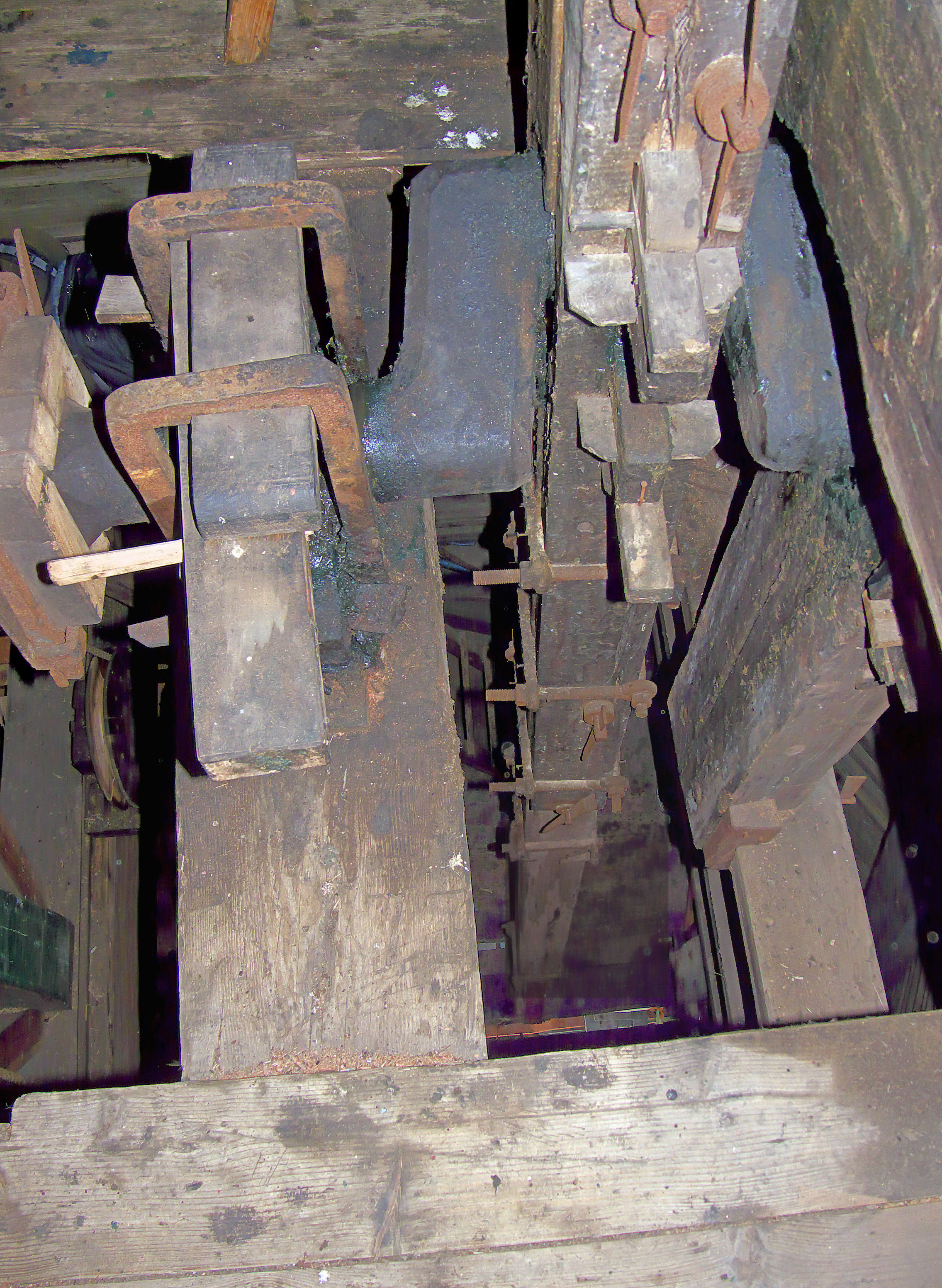
Krukas van de houtzaagmolen De Gekroonde Poelenburg

Een krukas is een as die voorzien is van een of meer krukken (excentrisch geplaatste assen), die een op en neer (heen en weer) gaande beweging omzet in een roterende (draaiende) beweging, of omgekeerd. Een krukas kan uit één stuk gesmeed of gegoten zijn, of samengesteld zijn uit afzonderlijke onderdelen.
Een krukas is een essentieel onderdeel van sommige stoommachines en de meeste diesel-, benzine- en andere verbrandingsmotoren. Ook in molens en met name in zaagmolens, komt een krukas voor, maar dan om een roterende beweging om te zetten in een rechtlijnige beweging.
Meestal dient een krukas om de rechtlijnige beweging van zuigers om te zetten naar de gewenste cirkelbeweging van de wielen zodat er gereden kan worden. Maar ook in de elektrotechniek en vele andere technische disciplines wordt de krukas gebruikt om bewegingsenergie om te zetten.

## Werking
De as is voorzien van één of meer excentrische geplaatste uitsteeksels, de krukken, die via een drijfstang in verbinding staan met de bewegende zuigers. Als de zuiger beweegt, wordt de kruk weggeduwd en gaat de krukas draaien. Er zijn talloze vormen en maten, afhankelijk van de toepassing en de fabrikant. De krukassen in de radiaalmotoren van vliegtuigen bijvoorbeeld zien er totaal anders uit dan die van een scooter.
Een krukas is een belangrijk onderdeel in bijna alles wat een gemotoriseerde beweging maakt; de as moet zeer nauwkeurig uitgevoerd worden omdat er grote krachten op werken. Bovendien hebben sommige krukassen een zeer hoge rotatiesnelheid, waardoor een kleine constructie- of montagefout tot beschadigingen kan leiden.

## Geschiedenis

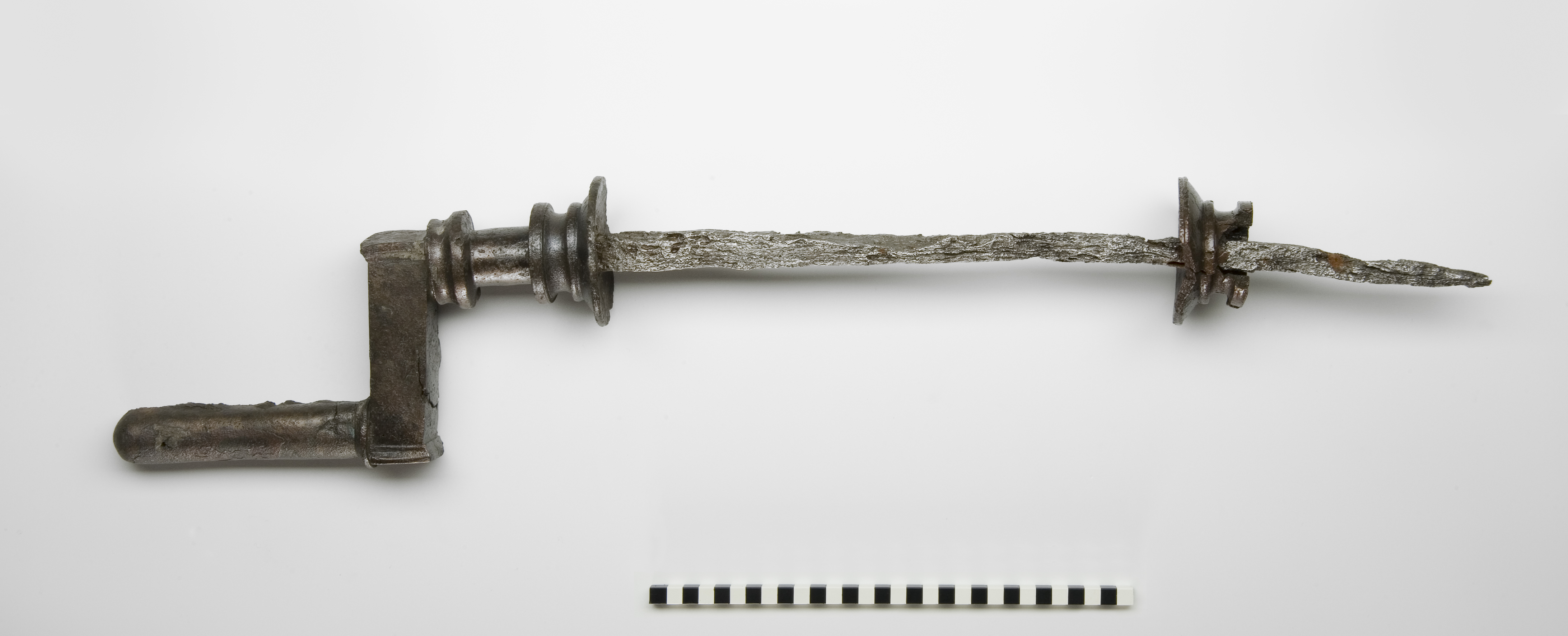
Romeinse krukas gedateerd 2e eeuw AD.

Een ijzeren Romeinse krukas voor nog onbekend gebruik, uit de 2e eeuw AD, is opgegraven in Augusta Raurica, Zwitserland. Het 82,5 cm lange onderdeel had aan één kant een 15 cm lang bronzen handvat, het andere handvat is verloren gegaan.
Een krukas is ook uitgevonden door Al-Jazari, een Arabische uitvinder in het 13de-eeuwse Irak.
In Nederland is de krukas omstreeks 1594 door Cornelis Corneliszoon van Uitgeest voor het eerst toegepast in een houtzaagmolen; daarvan zijn de tekeningen bewaard gebleven. Op 15 december 1593 is er octrooi voor verleend en op 6 december 1597 is octrooi verleend voor een verbeterde versie. Door de krukas toe te passen in een windmolen verliep het zagen 30 keer sneller dan het handzagen.